# 141995 Rossbeyer
141995 Rossbeyer è un asteroide della fascia principale. Scoperto nel 2002, presenta un'orbita caratterizzata da un semiasse maggiore pari a 2,3434649 au e da un'eccentricità di 0,1849720, inclinata di 6,33171° rispetto all'eclittica.